# Tram ATM serie 7500 e 7600
Le vetture serie 7500 e 7600 dell'ATM di Milano sono una serie di tram articolati, a pianale integralmente ribassato, utilizzati sulla rete tranviaria urbana. Appartengono alla famiglia dei Sirio, costruiti dall'AnsaldoBreda; hanno ricevuto il soprannome di "Sirietto" essendo più corti dei tram della serie 7100, i primi esemplari di Sirio introdotti a Milano.

## Storia
Dopo l'immissione in servizio dei primi tram serie 7100, l'azienda dei trasporti milanesi ATM commissionò alla società AnsaldoBreda un'ulteriore fornitura di tram articolati ed a pianale integralmente ribassato ma di lunghezza più contenuta e con caratteristiche tali da poter essere impiegate più agevolmente sulle linee a maggior traffico afferenti al nodo del centro cittadino. Costituite da 5 casse (contro le 7 dei 7100), per una lunghezza complessiva di 26,450 m, tali vetture vennero costruite e consegnate tra il 2003 e il 2008 in due distinte serie. La prima serie, denominata 7500, si distingue per essere nata con il modulo di coda privo della porta, con una lunghezza di 25 metri, ma successivamente modificato come quello della serie 7100, portando la lunghezza totale del corpo vettura a 26,450 metri; la seconda serie, chiamata 7600, presenta il modulo di coda dotato già nativamente della porta ed una differente disposizione interna delle apparecchiature di bordo.

## Caratteristiche

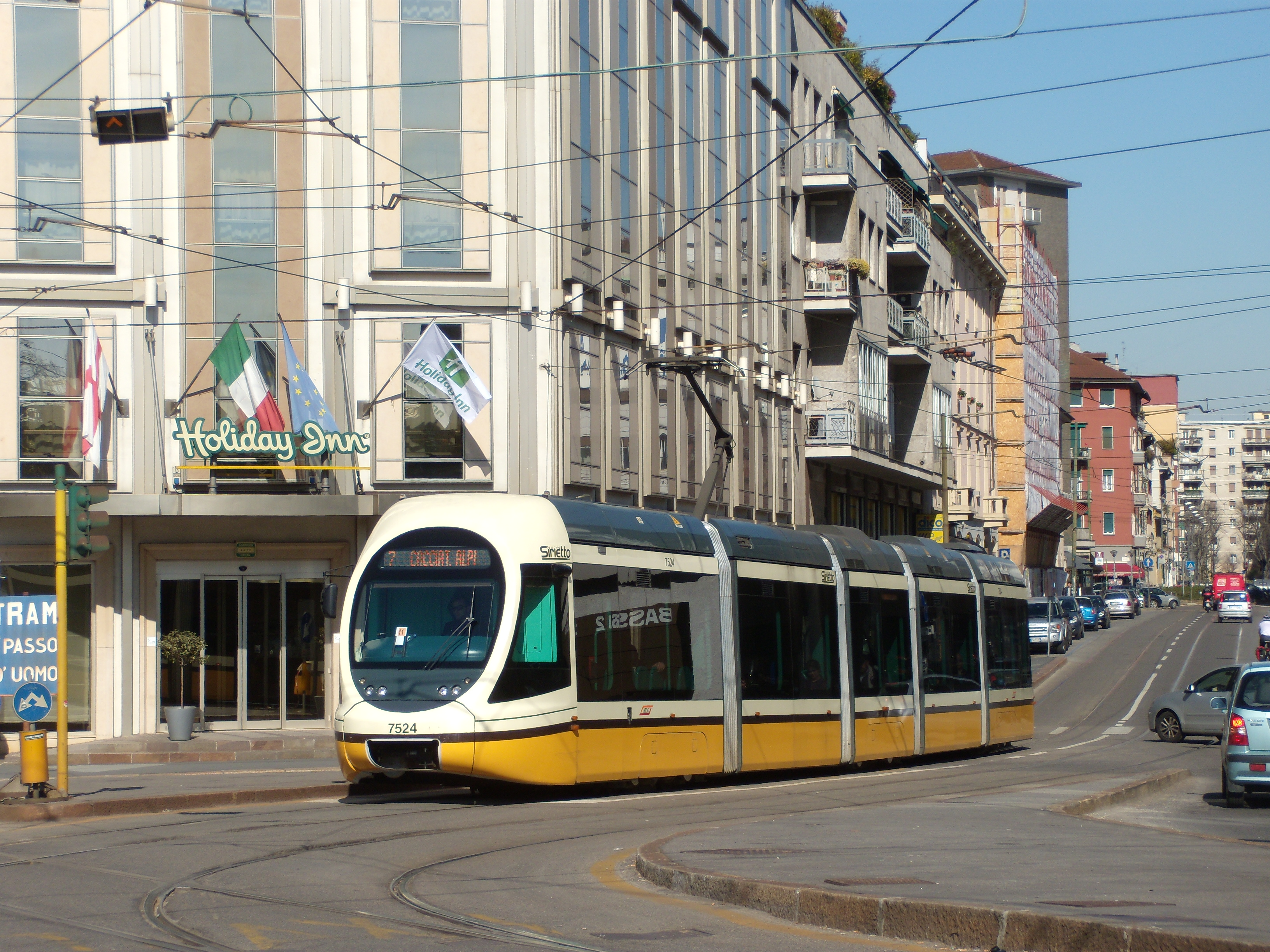
La vettura 7524 nella nuova livrea giallo Milano in servizio sulla linea 7

Le 7500-7600 sono vetture dotate di una singola cabina di guida, articolate in 5 casse collegate mediante appositi mantici, di cui la prima, la terza e la quinta sono appoggiate su un carrello, mentre la seconda e la quarta sono sospese fra le precedenti. Il pianale è interamente ribassato ad un'altezza di 350 mm dal piano del ferro. Una pedana comandata dal conducente garantisce l'accessibilità del mezzo anche alle persone in carrozzina. A bordo è presente un sistema informativo audio-visivo che indica linea e fermata attuale.
Il progetto estetico è opera di Pininfarina.

## Livree
All'epoca della loro entrata in servizio tutte le vetture adottarono lo schema di coloritura in livrea grigio-verde analogo a quello delle unità della serie 7100, ma in seguito si è tenuta una consultazione on line lanciata da ATM per decidere la nuova livrea dei tram milanesi, che proponeva tra le alternative di scelta il grigio verde già esistente o il giallo Milano; la seconda scelta ha ottenuto il maggior numero di consensi, pertanto a decorrere dal 2009 l'intera flotta dei 7500-7600 è stata pellicolata in livrea giallo Milano.  

## Utilizzo vetture
Le vetture delle serie 7500 e 7600 sono attualmente in regolare servizio sulle linee 3, 9, 14, 24 e da settembre 2023 anche sulla linea 27.